# Tara (rzeka w Czarnogórze)
Tara (cyr. Тара) – najdłuższa rzeka w Czarnogórze o długości 144 km. Powstaje z połączenia rzek Ospanica i Veruša w Górach Dynarskich, następnie płynie na północ i łącząc się z rzeką Piva przy granicy Bośni i Hercegowiny, tworzy rzekę Drinę. W 1976 roku obszary położone nad Tarą wpisano na listę rezerwatów biosfery.
Tara jest najdłuższą rzeką w Czarnogórze i drugą najdłuższą, po rzece Lim (ogółem 220 km), przepływająca przez Czarnogórę. Tworzy, płynąc wąską i głęboką doliną, przełom. Kanion rzeki Tary jest najgłębszą w Europie i jedną z najgłębszych na świecie formacji tego typu (m.in. po kanionach Cotahuasi i Colca w Peru oraz Wielkim Kanionie Kolorado w USA). Długość przełomu to 78 km, a głębokość dochodzi do 1300 m. W bezpośredniej bliskości rzeki znajdują się dwa parki narodowe Park Narodowy Tara i Park Narodowy Durmitor. Na rzece Tarze często organizuje się spływy raftingowe.

## Galeria zdjęć

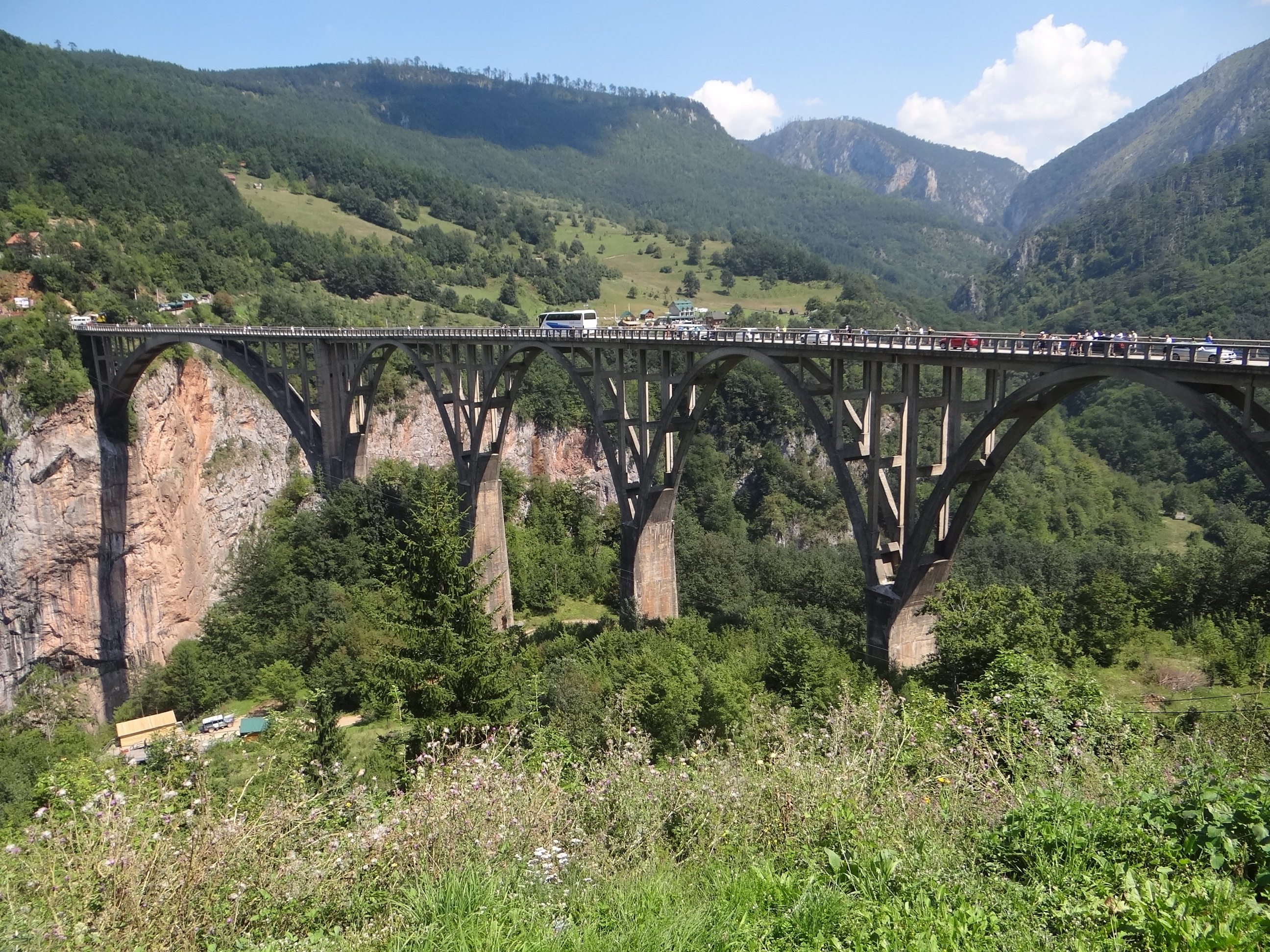
Most Đurđevića na Tarze
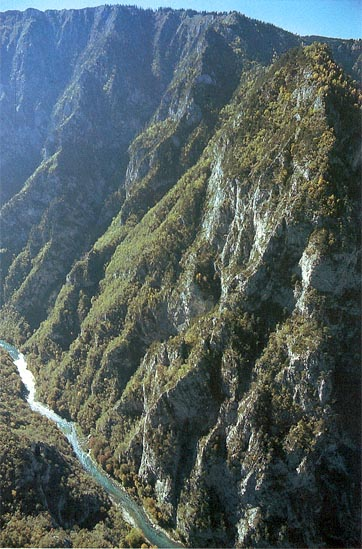
Kanion rzeki Tara
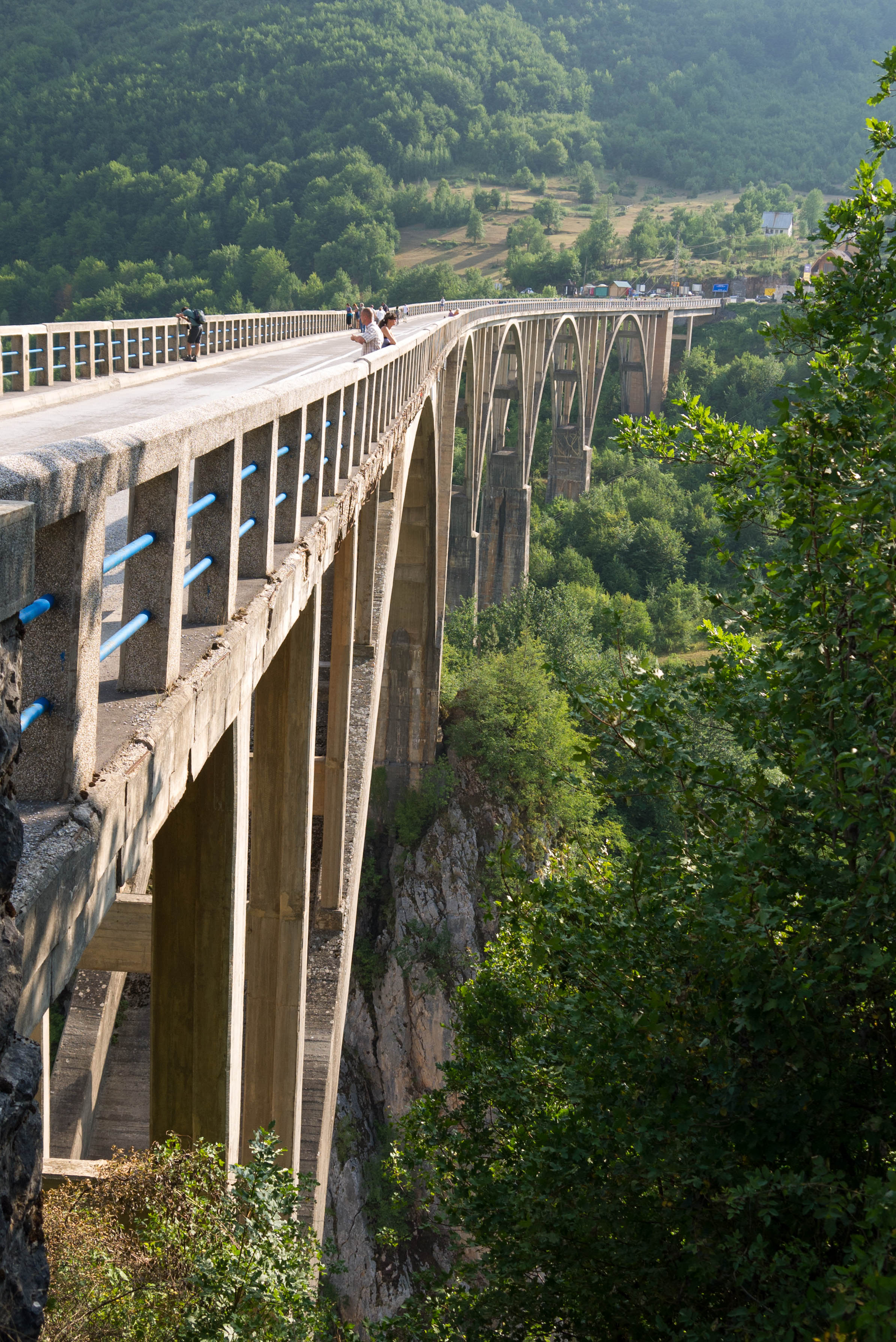
Most Đurđevića na Tarze
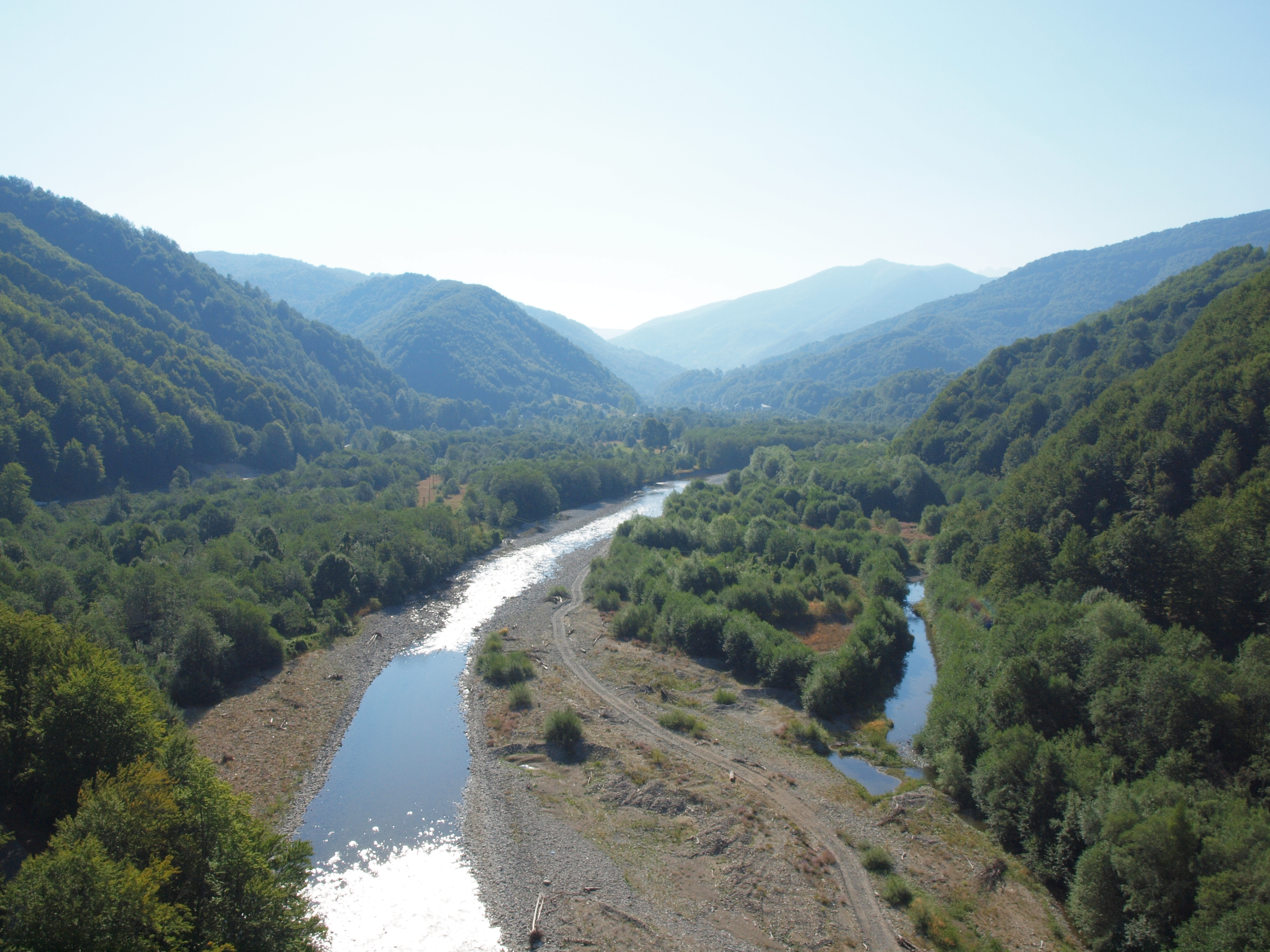
Tara